# Onychogomphus emiliae
Onychogomphus emiliae är en trollsländeart som beskrevs av Legrand 1992. Onychogomphus emiliae ingår i släktet Onychogomphus och familjen flodtrollsländor. IUCN kategoriserar arten globalt som otillräckligt studerad. Inga underarter finns listade i Catalogue of Life.